# Bicornispora
Bicornispora is een geslacht van schimmels behorend tot de familie Rutstroemiaceae. De typesoort is Bicornispora exophiala.

## Soorten
Volgens Index Fungorum bestaat het geslacht uit twee soorten:
| Soortnaam              | Auteur(s)                                          | Publicatiejaar |
| ---------------------- | -------------------------------------------------- | -------------- |
| Bicornispora exophiala | Checa, Barrasa, M.N. Blanco & A.T. Martínez        | 1996           |
| Bicornispora seditiosa | Checa, M.N. Blanco, R. Galán, Jaklitsch & Voglmayr | 2015           |